# Astyochia nebula
Astyochia nebula là một loài bướm đêm trong họ Geometridae.